# Немчинов, Александр Петрович
Александр Петрович Немчинов (8 (20) октября 1813—29 декабря 1889 (10 января 1890)) — генерал от артиллерии, начальник артиллерии Виленского и Кавказского военных округов.

## Биография
Родился 8 (20) октября 1813 года. Происходил из дворян Нижегородской губернии, образование получил в Михайловском артиллерийском училище, из которого был выпущен 1 января 1831 года прапорщиком в полевую пешую артиллерию.
В 1838 году был командирован на Кавказ, где принимал участие в военных действиях против горцев. В 1845 году получил чин полковника.
В 1849 году был в Венгерском походе, командовал батареей в 9-й артиллерийской бригаде.
6 декабря 1853 года произведён в генерал-майоры, во время Крымской войны последовательно командовал 14-й артиллерийской бригадой, артиллерией 2-го резервного корпуса и 5-й артиллерийской дивизией. Сражался на Дунае под Силистрией, при обороне Севастополя был начальником артиллерии Северной стороны, и затем руководил артиллерией на Инкермане, Мекензиевой горе и при Каче. Отличился в сражении при Чёрной речке.
По окончании военных действий Немчинов занимал должность начальника 5-й артиллерийской дивизии, а затем помощника начальника артиллерии Одесского военного округа.
Произведённый 23 апреля 1861 года в генерал-лейтенанты, Немчинов 28 апреля 1863 года был назначен начальником артиллерии Виленского военного округа и в 1863 году принимал участие в подавлении польского восстания. Затем был начальником артиллерии Кавказского военного округа.
11 февраля 1873 года Немчинов был назначен членом Артиллерийского комитета Главного артиллерийского управления. 1 января 1881 года произведён в генералы от артиллерии.
Скончался 29 декабря 1889 (10 января 1890) года в Санкт-Петербурге, похоронен на кладбище Воскресенского Новодевичьего монастыря.

## Награды
- Орден Святой Анны 3-й степени с бантом (в 1838 году, за отличие против горцев)
- Орден Святого Станислава 1-й степени (в 1854 году)
- Орден Святой Анны 1-й степени с мечами (в 1855 году, за отличие в Крымской войне; императорская корона к этому ордену пожалована в 1858 году)
- Орден Святого Георгия 4-й степени (26 ноября 1856 года, за беспорочную выслугу 25 лет в офицерских чинах, № 9928 по кавалерскому списку Григоровича — Степанова)
- Орден Святого Владимира 2-й степени с мечами (в 1860 году)
- Орден Белого орла (в 1866 году)
- Орден Святого Александра Невского (30 августа 1870 года)